# Jan Kinel
Jan Kinel (ur. 30 marca 1886 w Rzeszowie, zm. 30 grudnia 1950 we Wrocławiu) – polski entomolog, profesor Uniwersytetu Wrocławskiego
Syn Ignacego (1844-1924), powstańca styczniowego i inżyniera. Studiował zoologię pod kierunkiem prof. Józefa Nusbauma Hilarowicza na Uniwersytecie Jana Kazimierza we Lwowie. Od 1920 pełnił funkcję sekretarza Muzeum Przyrodniczego im. Dzieduszyckich we Lwowie. W 1923 obronił na Uniwersytecie Jana Kazimierza we Lwowie doktorat z zoologii. Od 1931 był pełniącym obowiązki dyrektora, a od 4 grudnia 1936 do 1940 – dyrektorem Muzeum. Po wojnie wraz z innymi Polakami przymusowo wysiedlony ze Lwowa przybył do Wrocławia, gdzie położył wiele zasług w poszukiwaniu i uporządkowaniu zbiorów reaktywowanego Muzeum Zoologicznego Uniwersytetu Wrocławskiego. W 1948 uzyskał habilitację na Uniwersytecie Wrocławskim. Był autorem 31 prac naukowych. W 1931 opublikował wraz z Romanem Kuntze pracę "Chrząszcze i motyle krajowe. Przewodnik do określania rodzin i rodzajów" Pochowany został na cmentarzu św. Wawrzyńca we Wrocławiu.